# Can Lloberas del Bosc
Can Lloberas del Bosc és una obra de Vilassar de Dalt (Maresme) protegida com a Bé Cultural d'Interès Local.

## Descripció
Casa de Pagès de cinc cossos de planta baixa i pis. Coberta a dues aigües, amb carener perpendicular a la façana. Hi ha dos cossos auxiliars enrunats als dos costats de l'edifici. Sota les finestres dels cossos centrals hi ha unes espitlleres de pedra. El portal d'accés és d'arc de mig punt i fet de rajola. Les llindes i els brancals de les finestres són de pedra en la majoria dels casos. Es distingeixen fàcilment les successives ampliacions de la masia. A la part de llevant les llindes són de fusta, amb arcs de descarrega de rajola. L'estat general de l'edifici és molt descuidat.

## Història
És una de les cases més antigues del veral de Vilassar de Dalt. Els Llobera del Bosc o de Bufa són documentats des del segle xvi, tot i que és possible que l'edificació correspongui a un antic mas medieval. El topònim Bufa, d'origen medieval, designaria una extensa àrea geogràfica a prop del turó d'en Llobera.